# Potrero Seco
Potrero Seco är en ort i Mexiko.   Den ligger i kommunen Huayacocotla och delstaten Veracruz, i den sydöstra delen av landet, 140 km nordost om huvudstaden Mexico City. Potrero Seco ligger 1 633 meter över havet och antalet invånare är 146.
Terrängen runt Potrero Seco är bergig österut, men västerut är den kuperad. Runt Potrero Seco är det ganska glesbefolkat, med 42 invånare per kvadratkilometer. Närmaste större samhälle är Mezquititlán, 19,1 km väster om Potrero Seco. I omgivningarna runt Potrero Seco växer i huvudsak blandskog.